# Maison (71 rue Jean-Jacques-Rousseau, Chinon)
Pour les articles homonymes, voir Maison (homonymie).
La maison (71 rue Jean-Jacques-Rousseau, Chinon) est une demeure particulière dans la commune de Chinon, dans le département français d'Indre-et-Loire.
Cette maison à pans de bois du XVe siècle, dont la façade principale est ouverte sur la grande rue de Chinon à l'époque médiévale, est inscrite comme monument historique en 1963.

## Localisation
La maison se situe au no 71 de la rue Jean-Jacques-Rousseau, prolongement vers l'est de la principale rue traversant la ville d'ouest en est au Moyen Âge, dans le quartier Saint-Étienne ; la maison occupe l'ouest du carrefour que cette rue forme avec la rue Marceau. De l'autre côté de cette dernière rue se trouve une autre maison à pans de bois, également monument historique. Ces deux maisons, possédant des rez-de-chaussée aménagés en boutiques, témoignent de la vocation commerciale du quartier au Moyen Âge.

## Histoire
La maison date de la fin du XVe siècle, mais la façade est totalement refaite avant la Seconde Guerre mondiale, avec remplacement du hourdis par des briques et il est impossible de savoir si les pans de bois actuels reproduisent les anciens motifs ou sont une invention du restaurateur. Quoi qu'il en soit, la présence d'une boutique au rez-de-chaussée témoigne de l'antériorité commerçante du quartier.

## Description
La maison de compose d'un rez-de-chaussée surmonté de deux étages de plan rectangulaire et d'un comble ; un escalier intérieur dessert les étages. les façades orientale et septentrionale des deux étages sont percées de baies aux montants de bois. Le rez-de-chaussée fut aménagé en boutique avec vitrine au nord. La toiture à longs pans est d'ardoises.

## Pour en savoir plus